# 바다의 별

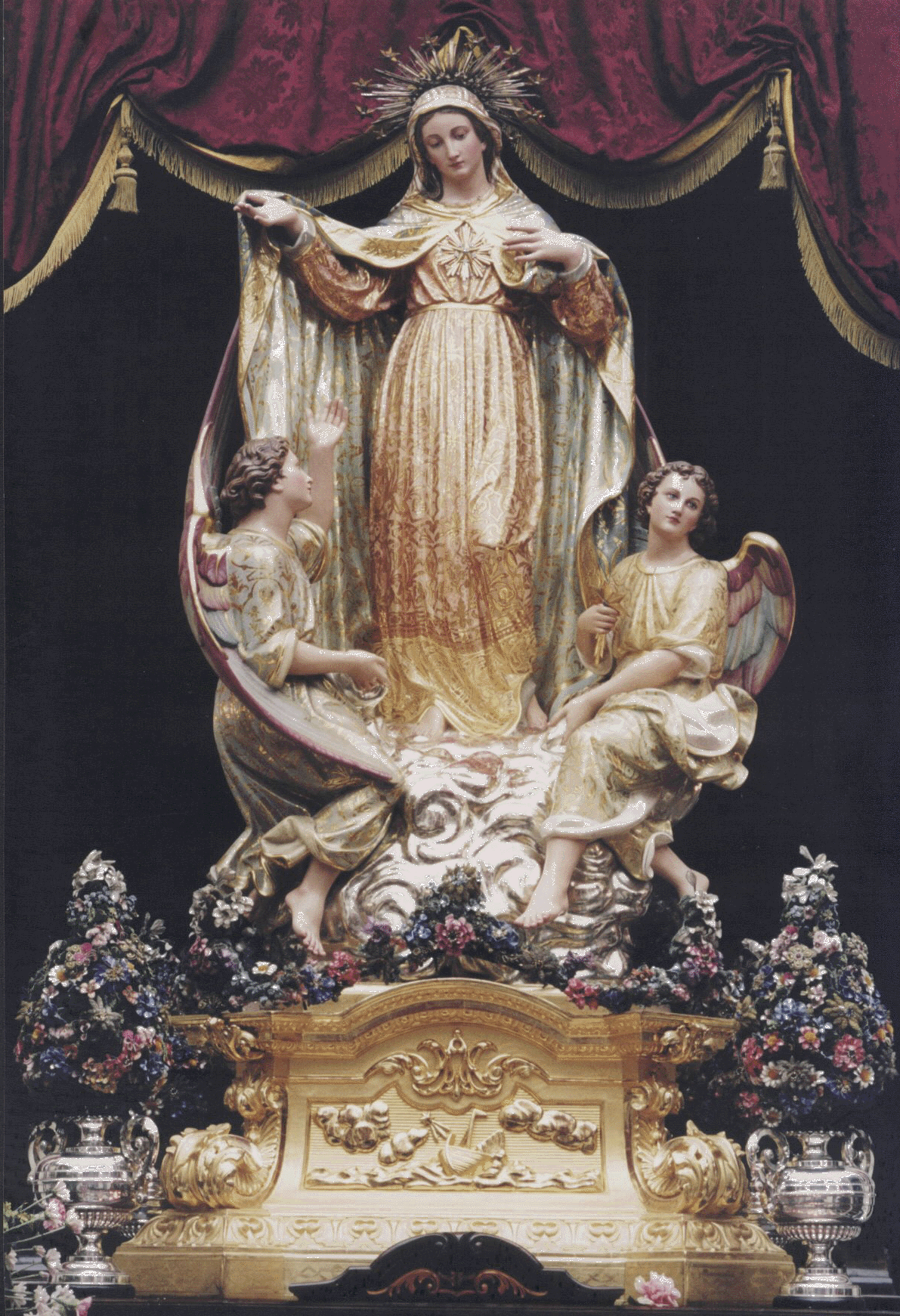
몰타 슬레에마 성당에 있는 바다의 별이신 성모상

바다의 별(라틴어: Stella Maris)은 예수 그리스도의 어머니인 성모 마리아를 가리키는 호칭 가운데 하나이다. 이 칭호는 9세기부터 마리아와 연관 지어 사용된 것으로 보이며, 세상의 즐거움이라는 ‘바다’에서 신앙생활이라는 '배'를 타고 예수를 향하여 항해하는 기독교 신자들을 인도하는 ‘별’이라는 의미를 담고 있다. 세례명으로는 스텔라라는 이름으로 선택할 수 있다.